# Pidonia picta
Pidonia picta är en skalbaggsart som beskrevs av Ludwig Ganglbauer 1890. Pidonia picta ingår i släktet Pidonia och familjen långhorningar. Inga underarter finns listade i Catalogue of Life.